# سوثيب ثاوجسوبان
سوثيب ثاوغسوبان (بالتايلندية: สุเทพ เทือกสุบรรณ)‏ (بالتايلندية: สุเทพ เทือกสุบรรณ) مواليد 7 يوليو 1949 في محافظة سورات ثاني، تايلاند هو راهب بوذي تايلاندي, سياسي ورجل دولة سابق، سبق له أن كان عضواً في مجلس النواب التايلندي عن محافظة سورات ثاني حتى عام 2011 وكان يشغل منصب الأمين العام للحزب الديمقراطي ونائب رئيس الوزراء السابق أبهيسيت فيجاجيفا.